# Aza Raskin
 (février 2021).
 (octobre 2020).
Si vous disposez d'ouvrages ou d'articles de référence ou si vous connaissez des sites web de qualité traitant du thème abordé ici, merci de compléter l'article en donnant les références utiles à sa vérifiabilité et en les liant à la section « Notes et références ».
Aza Raskin (né le 1er février 1984) est le cofondateur du Center for Humane Technology et du Earth Species Project. Il est également écrivain, entrepreneur, inventeur et designer. Il est le fils de Jef Raskin, spécialiste des interactions homme-machine et initiateur du projet Macintosh d'Apple.
En tant que défenseur d'une utilisation éthique de la technologie, Raskin critique les effets de la technologie moderne sur la vie quotidienne et la société. Aux côtés de Tristan Harris, il aborde souvent le sujet des pouvoirs et des dangers potentiels induits par la technologie dans la société moderne, dans un podcast nommé Your Undivided Attention. En 2019, il devient membre du Conseil sur l'intelligence artificielle du Forum économique mondial.
Raskin est à l'origine de la déclaration « freedom of speach is not freedom of reach », qui est le titre d'un article coécrit avec Renee Diresta et que l'on pourrait traduire par « la liberté d'expression n'est pas la liberté d'accès ». Elle signifie que la liberté d'expression ne doit pas devenir une liberté de reach, qui en webmarketing est un terme qui désigne la part d'une population-cible exposée à une campagne publicitaire. Cette déclaration est devenue une maxime, notamment reprise par le comédien Sacha Baron Cohen et le créateur de Twitter, Jack Dorsey, au moment de l'interdiction des publicités politiques sur sa plateforme. 
Raskin a travaillé, à la suite de son père, sur le projet Archy (en) et été responsable de l'expérience utilisateur au Mozilla Labs et designer principal de Firefox, tous deux des projets de la Mozilla Foundation. Il a également fondé plusieurs start-ups et est connu pour avoir inventé le défilement infini (infinite scroll).

## Carrière

### Projets personnels
Aza Raskin fait sa première conférence dédiée à l'interface utilisateur à l'âge de dix ans à l'antenne locale de San Francisco du SIGCHI. Il est détenteur d'un bachelor en mathématiques et physique obtenu à l'Université de Chicago.
En 2004 il rejoint son père, Jef Raskin, sur le projet Archy (en) au Raskin Center for Humane Interfaces, qui ambitionne de lancer un nouveau paradigme dans le domaine des interfaces utilisateur. L'année suivante il crée Humanized Inc. pour continuer à travailler sur ce projet, notamment via le lancement du logiciel Enso.
Après le séisme de 2010 en Haïti, Raskin se mobilise, avec d'autres personnalités (notamment Joshua Rosen, le directeur artistique du film A.I. Intelligence artificielle de Steven Spielberg), pour créer un site Internet de production participative visant à faire du data mapping à partir de flux d'informations en temps réel, utilisé par plusieurs organisations non gouvernementales présentes sur le terrain et hébergé sur le site Haiti.com.  
Raskin est également actif dans la recherche contre l'hameçonnage et est notamment connu pour avoir découvert les attaques de type tabnabbing (en), qui consistent à profiter de l'ouverture d'onglets sur un navigateur web pour lancer des sites d'hameçonnage sans que l'utilisateur s'en aperçoive. 
Il contribue également à d'autres projets plus humbles comme Algorithm Ink qui génère de l'art à partir de la grammaire formelle.

## Mozilla Corporation
En 2008, certains des employés d'Humanized, y compris Raskin, sont recrutés par la Mozilla Corporation. Raskin est nommé creative lead de Firefox, poste que l'on pourrait comparer à celui de directeur de la création, notamment grâce au fait qu'il avait précédemment été responsable de l'expérience utilisateur au sein du Mozilla Labs. À ce poste, il travaille sur plusieurs projets incluant Ubiquity qui est une extension du navigateur, la version mobile de Firefox ou l'API de géolocalisation.
En 2010, Raskin présente au reste de l'équipe de Firefox un nouveau projet, Mozilla: Tab Candy. Basé sur l'organisation spatiale des onglets, Tab Candy permet à l'utilisateur d'« organiser sa navigation, de voir tous les onglets en même temps et de se concentrer sur la tâche en cours ».
Le design initial et la version alpha de Tab Candy ont été considérés par Computerworld comme « la meilleure nouvelle fonctionnalité de navigateur depuis l'invention des onglets ». Tab Candy est plus tard renommé Firefox Panorama et caché par défaut après le lancement de Firefox 4, avant d'être complètement supprimé de la version de base et transformé en plugin.